# Druge godine
Druge godine je četrnaesti studijski album sastava Novi fosili i prvi album s novim pjevačicama Jelenom Fošner i Natašom Belošević.

## Popis pjesama
1. "Mom vojniku" - 5:37
(Rajko Dujmić, Gibonni, Rajko Dujmić)
2. "Najdraže moje (Club Mix)" - 5:47
(Rajko Dujmić, Dea Volarić, Rajko Dujmić)
3. "Popraviti prošlost nije lako" - 4:35
(Rajko Dujmić, Željko Krznarić, Rajko Dujmić)
4. "Pola osmjeha" - 4:44
(Rajko Dujmić, Borivoj Vincetić, Rajko Dujmić)
5. "Jesam li ta" - 4:33
(Rajko Dujmić, Borivoj Vincetić, Rajko Dujmić)
6. "Mi smo zakon" - 4:38
(Rajko Dujmić, Sonja Hršak, Rajko Dujmić)
7. "Najdraže moje" - 5:04
(Rajko Dujmić, Dea Volarić, Rajko Dujmić)